# Tonkinbolus dollfusii
Tonkinbolus dollfusii är en mångfotingart som först beskrevs av Pocock 1893.  Tonkinbolus dollfusii ingår i släktet Tonkinbolus och familjen Pachybolidae. Inga underarter finns listade i Catalogue of Life.